# Turcomanni siriani
I turcomanni siriani (detti anche turchi di Siria) (in arabo تركمان سوريا‎?, in turco Suriye Türkmenleri o Suriye Türkleri), sono cittadini siriani di origine prevalentemente turca le cui famiglie sono emigrate in Siria dall'Anatolia durante i secoli del dominio ottomano (1516-1918).
I turcomanni siriani condividono legami genealogici e linguistici con i turchi in Turchia e i turcomanni iracheni e non si identificano con i turkmeni del Turkmenistan e dell'Asia centrale. Risiedono per lo più nell'area vicina al confine tra Siria e Turchia che va dai governatorati nord-occidentali di Idlib e Aleppo al governatorato nord-orientale di Raqqa. Inoltre, molti risiedono sul monte Turkmen, con il nome locale della zona Bayırbucak, la regione vicino a Latakia, la città di Homs e le sue vicinanze fino a Hama, Damasco e i governatorati sudoccidentali di Dar'a (al confine con la Giordania) e Quneitra (al confine con Israele). La maggioranza dei turcomanni siriani sono musulmani sunniti.
Durante la guerra civile siriana (2011-presente), i turcomanni siriani sono stati coinvolti in azioni militari contro le forze governative siriane e hanno cercato sostegno e protezione in Turchia. Più recentemente, si sono uniti sotto un unico organo governativo ufficiale, l'Assemblea turcomanna siriana e hanno creato l'ala militare dell'assemblea, le Brigate turcomanne siriane, allo scopo di proteggere le regioni e le popolazioni turcomanne. Tuttavia, non tutti i turcomanni sostengono l'offensiva turca in Siria, iniziata a fine agosto 2016, e alcuni si sono schierati con le Forze Democratiche Siriane, formando la Brigata selgiuchida.

## Storia
La migrazione turca in Siria iniziò nell'XI secolo durante il dominio dell'Impero selgiuchide. Tuttavia, la maggior parte dei turcomanni si stabilì nella regione dopo che il sultano ottomano Selim I conquistò la Siria nel 1516. L'amministrazione ottomana incoraggiò le famiglie turcomanne dell'Anatolia a stabilire villaggi in tutto l'entroterra rurale di diverse città della Siria ottomana (e successivamente del Vilayet di Siria). La migrazione dall'Anatolia alla Siria fu continua per oltre 400 anni di dominio ottomano, fino allo scioglimento dell'Impero ottomano nel 1918; nondimeno, la comunità turcomanna siriana ha continuato a risiedere nella regione durante il mandato francese e la formazione delle repubbliche siriane.

## Popolazione
Non ci sono stime affidabili sul numero totale di minoranze etniche che vivono in Siria perché i censimenti ufficiali hanno chiesto ai cittadini solo la loro religione, quindi ai cittadini non è stato permesso di dichiarare la loro origine etnica o la loro madrelingua. Un rapporto pubblicato dall'UNHCR sottolinea che la maggior parte dei siriani è considerata "araba", tuttavia, questo è un termine basato sulla lingua parlata (arabo) e non sull'affiliazione etnica. Di conseguenza, ciò ha creato difficoltà nella stima della popolazione turcomanna siriana totale.

## Aree di insediamento

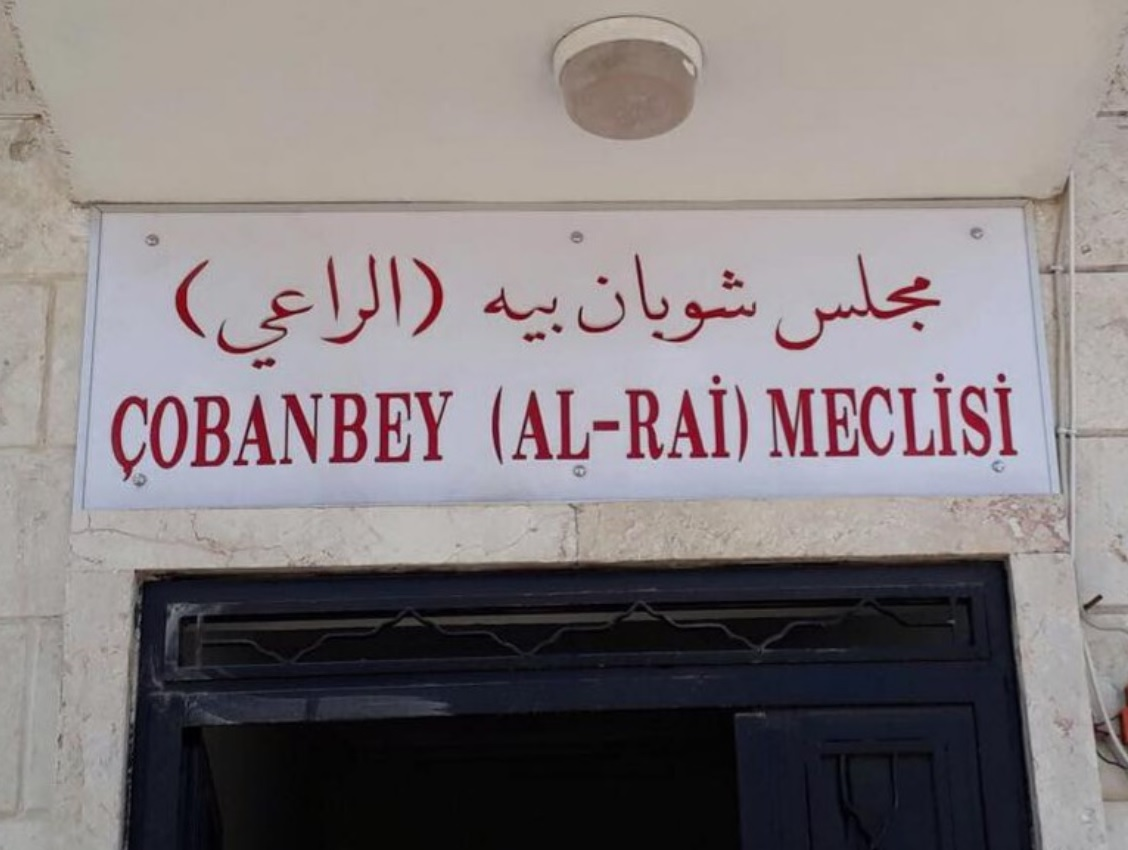
Tabella bilingue (arabo e turco) del Consiglio di Çobanbey (Al-Rai).

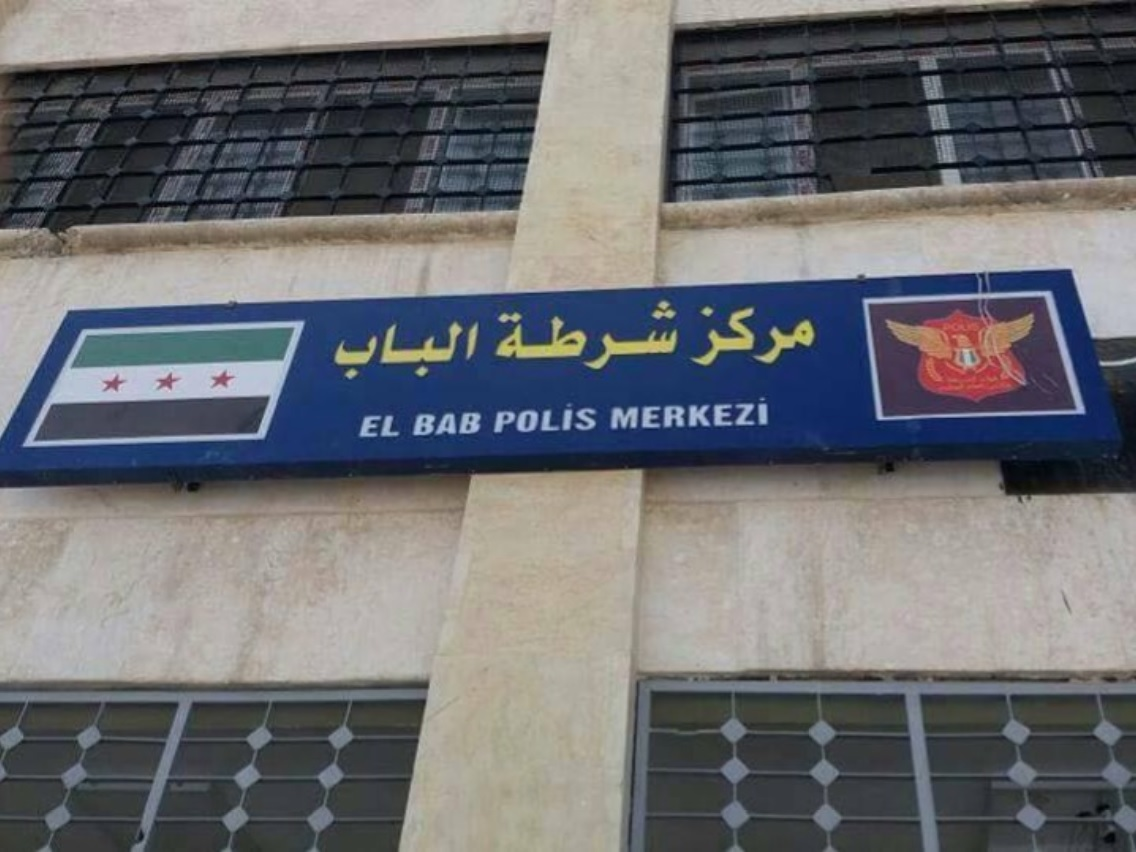
Tabella bilingue (arabo e turco) della stazione di polizia di Al-Bab.

La maggior parte dei turcomanni siriani vive nell'area intorno all'Eufrate settentrionale, vicino al confine tra Siria e Turchia; tuttavia, sono anche sparsi in diversi governatorati, che si estendono verso la Siria centrale e la regione meridionale vicino alle alture del Golan. In particolare, i turcomanni sono concentrati nei centri urbani e nelle campagne di sei governatorati della Siria: nel governatorato di Aleppo, nel governatorato di Damasco, nel governatorato di Homs, nel governatorato di Hama, nel governatorato di Laodicea e nel governatorato di Quneitra. Ci sono anche piccole comunità turcomanne che vivono nel governatorato di Dar'a e nei governatorati di Tartus, Raqqa e Idlib.
Nel governatorato di Aleppo, le principali località in cui vivono i turkmeni includono la città di Aleppo (con Bustan al-Basha (Bostanpaşa), Haydariyah (Haydariye), Holluk (Bağrıyanık), Sheikh Hizir (Şeyh Hızır), Sheikh Feriz (Şeyh Firuz), Saladdin (Selattin), Owaijah (Uveyce) essendo quartieri con popolazioni etniche turcomanne) e la campagna nella parte settentrionale del governatorato. Sono presenti anche nei villaggi vicino alle città di Azaz, Al-Bab e Jarabulus. Çobanbey (Al-Rai) è una città dominata dai turcomanni.

## Cultura

### Lingua
Secondo l'Enciclopedia della lingua e linguistica araba, la lingua turca è la terza lingua più utilizzata in Siria (dopo l'arabo e il curdo). È parlato dalla minoranza turcomanna principalmente nei villaggi ad est dell'Eufrate, a nord di Aleppo e sulla costa settentrionale del paese, lungo il confine tra Siria e Turchia. Inoltre, ci sono isole linguistiche di lingua turca nell'area dei Qalamun e nell'area di Homs. Inoltre, i dialetti arabi siriani hanno anche preso in prestito molte parole dal turco. Mustafa Khalifa afferma che i turcomanni sono divisi in due gruppi: i turcomanni rurali di lingua turca, che costituiscono il 30% dei turcomanni siriani e i turcomanni di lingua araba urbana.

### Religione

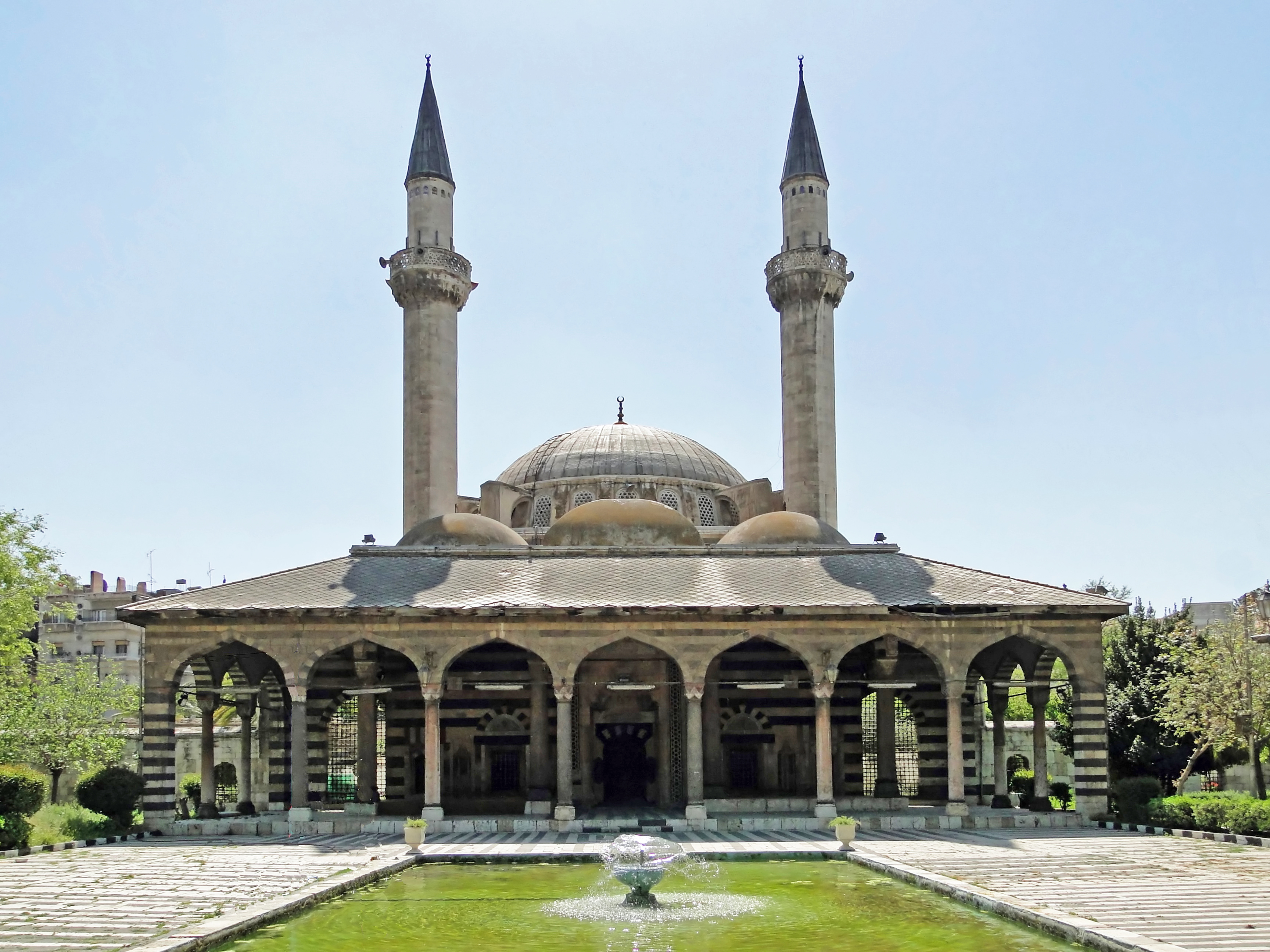
Il Monastero di Solimano a Damasco fu costruito dagli ottomani a metà del XVI secolo

La maggioranza dei turcomanni siriani è musulmana sunnita, ma c'è anche una piccola minoranza di musulmani sciiti (in particolare aleviti e bektashi). Ali Öztürkmen afferma che la comunità turkmena è sunnita al 99% mentre il resto (1%) pratica l'Islam sciita.

## Discriminazione
In Siria, dal dominio di Hafiz al-Assad, è vietato alle comunità turcomanne siriane di pubblicare opere in turco.